# (149160) Geojih
(149160) Geojih es un asteroide perteneciente al cinturón de asteroides, descubierto el 1 de abril de 2002 por el equipo del Proyecto KLENOT desde el Observatorio Kleť, České Budějovice, República Checa.

## Designación y nombre
Designado provisionalmente como 2002 GE.  Fue llamado así por Geojih, un grupo abierto, amistoso y amateur de aficionados al geocaching en České Budějovice. Empezaron a realizar actividades de geocaching en 2008 y hasta ahora han preparado muchos geocachés inteligentes y eventos de geocaching increíbles. También se emitió una serie de siete geocoins dedicadas a los distritos del sur de Bohemia.

## Características orbitales
Geojih está situado a una distancia media del Sol de 2,789 ua, pudiendo alejarse hasta 2,986 ua y acercarse hasta 2,592 ua. Su excentricidad es 0,071 y la inclinación orbital 4,505 grados. Emplea 1701,46 días en completar una órbita alrededor del Sol.
Pertenece a la familia de asteroides de (1726) Hoffmeister.

## Características físicas
La magnitud absoluta de Geojih es 15,41. Tiene 5,399 km de diámetro y su albedo se estima en 0,055.